# Screenless
Screenless, titulado Sin pantallas en Hispanoamérica y Despantallados en España, es el decimoquinto episodio de la trigésima primera temporada de la comedia animada estadounidense Los Simpson, y el episodio 677 en general. Se estrenó el 8 de marzo de 2020 en Estados Unidos, el 18 de octubre del mismo año en Hispanoamérica y el 25 de junio de 2021 en abierto en España. El episodio fue escrito por J. Stewart Burns y dirigido por Michael Polcino. Fue dedicado a James Lipton, quien murió el 2 de marzo de 2020 y había sido estrella invitada en los episodios "The Sweetest Apu" y "Homer the Father", respectivamente.

## Argumento
La familia Simpson está viendo "Marketing a Murder" en la televisión. Cuando Maggie intenta llamar su atención, Lisa cambia a Baby Ein-sign, un programa que enseña a los bebés el lenguaje de señas . Maggie estaba tratando de decirles que Hans Moleman estaba atrapado debajo de un árbol caído en su patio, lo que no notan. Por la mañana, siguen viendo el programa mientras Hans es llevado a una ambulancia. 
El programa se cancela debido a que el gobierno deja de financiar el programa, antes de que Maggie pueda aprender completamente a usar el lenguaje de señas, por lo que la familia intenta enseñarla ella misma. Cuando Maggie comienza a usar el lenguaje de señas por su cuenta, Marge intenta contarle a la familia sobre el desarrollo de Maggie, solo para encontrarlos desinteresados y jugando en sus dispositivos, por lo que Marge los detiene y limita su tiempo en los dispositivos a media hora a la semana durante todo el mundo. 
Cuando Homer, Bart y Lisa hacen trampa al hacer que el Sabio revierta su tiempo de pantalla, Marge guarda los dispositivos por completo. Aburrido en el trabajo, Homer se convierte en un experto en rompecabezas de palabras, Marge ve cómo los dispositivos afectan la vida de Patty y Selma, Bart comienza a usar su imaginación cuando recupera un cohete del techo de la escuela, involucrando también a Jimbo y Dolph, y Lisa redescubre la alegría de encontrar libros manualmente. 
Marge no puede encontrar recetas en sus libros y no consigue ayuda de Luigi, así que cuando la familia regresa a casa la encuentran en su armario con su teléfono y su computadora portátil, descubriendo que ella es la adicta. Finalmente, admitiendo que tiene un problema, se inscribe a sí misma y a su familia durante un mes en el Centro de rehabilitación de adicciones a la pantalla. 
Al día siguiente llegan al centro y descubren que es un paraíso. El propietario, el Dr. Lund, les muestra varias actividades. Comienzan a sanar, pero no pueden aguantar por mucho tiempo. También descubren que todos los trabajadores usan computadoras y envían correos no deseados después de robar las cuentas de los pacientes. Además, la familia firmó un contrato de confidencialidad, que también les impide salir del centro.
Por la noche, la familia trabaja unida, usando el lenguaje de señas para comunicarse, y logra escapar sigilosamente del centro sin ser detectada y llevarse a casa en el improvisado cohete de Jimbo y Dolph. Al día siguiente, el Dr. Lund es arrestado por la policía por sus estafas. El Dr. Lund ofrece ayudar al Jefe Wiggum con su sobrecompresión compulsiva.

## Recepción
Dennis Perkins de The AV Club le dio a este episodio una B, afirmando que “Por desgracia, no hay suficiente más para recomendar 'Sin pantalla', ya que los viajes individuales de los Simpson a través del infierno de la retirada en línea son breves e insatisfactorios. Homer se vuelve bueno en la confusión de periódicos, que tiene una secuencia de montaje truncada pero encantadora en la que la visión de Homer J. Simpson reconociendo un talento oculto dentro de sí mismo se convierte en música evocadora. . . Lisa redescubre brevemente las alegrías mohosas, polvorientas e infestadas de zarigüeyas del descuidado catálogo de tarjetas de la biblioteca. Bart, como Homero, tiene el menor indicio de un arco personal cuando él solo entre sus compañeros que escuchan el teléfono espía un cohete de juguete olvidado en el techo de la escuela y, recuperándolo, redescubre su imaginación atrofiada.
Den of Geek le dio a este episodio 4 de 5 estrellas